# Вервейко, Надежда Алексеевна
Надежда Алексеевна Вервейко (род. 6 апреля 1953, Келермесская, Краснодарский край) — депутат Государственной Думы I созыва.

## Краткая биография
Родилась 6 апреля 1953 года в Краснодарском крае.
В 1975 году окончила Ростовский государственный университет по специальности Правоведение.
В декабре 1993 года была избрана депутатом Государственной Думы первого созыва по Тихорецкому округу, входила в состав комитета по законодательству и судебно-правовой реформе.